# Тапутапуатеа
Тапутапуатеа (таит. Taputapuatea, фр. Taputapuatea) — коммуна, расположенная на острове Раиатеа на Подветренных островах на архипелаге Общества в Заморском сообществе Франции Французской Полинезии.

## История
В древности территория мыса Матахира-и-те-раи (современная деревня Опоа) называлась «Те По», что в переводе означает «где обитают боги» и считалась священной. Для поклонения богу Та’ароа полинезийцы возвели там самый большой во всей Полинезии мараэ. Около 1000 года мараэ было достроено и посвящено богу Оро. Мараэ в деревне Опоа считается религиозным центром восточной Полинезии.
22 февраля 2016 года в ходе официального визита в Французскую Полинезию президента Франции Франсуа Олланда он побывал Тапутапуатеа, чтобы посетить всемирно известное мараэ.
9 июля 2017 года Мараэ было внесено в Список всемирного наследия ЮНЕСКО.

## Описание
Коммуна Тапутапуатеа включает в себя муниципалитеты Авера, Опоа и Пуохин. Административным центром коммуны является поселок Авера. Население коммуны составляет 4 792 чел. (2017 год).
Гора Тапутапуатеас является самой высокой точкой муниципалитета, ее высота достигает 1017 метров. Основное направление экономической деятельности — сельское хозяйство.